# Lista de vulcões da Geórgia
Esta é a lista de vulcões extintos da Geórgia.
| Nome               | Elevação | Elevação | Localização | Última erupção                     |
| Nome               | metros   | pés      | Coordenadas | Última erupção                     |
| Dzau               |          |          |             | Entre 200 000 e 100 000 anos atrás |
| Kabargin Oth Group | 3 650    | 11 975   |             | Holoceno                           |
| Mount Kazbek       | 5 050    | 16 568   |             | 750 a.C.                           |
| Keli Highland      | 3 750    | 12 303   |             | Holoceno                           |
| Samsari            | 3 285    | 10 778   |             | Final do Quaternário               |